# Аудиција (филм 1985)
„Аудиција” је југословенски ТВ филм из 1985. године. Режирао га је Боро Стјепановић који је написао и сценарио.

## Улоге
| Глумац                | Улога            |
| --------------------- | ---------------- |
| Боро Стјепановић      | Професор         |
| Сенад Башић           | Мајко Кјајевић   |
| Харис Бурина          | Ахмет Сарачевић  |
| Бранко Ђурић Ђуро     | Соломон Бичакчић |
| Јасмин Гељо           | Мима Шиш         |
| Адмир Гламочак        | Суџука Мустафа   |
| Емир Хаџихафизбеговић | Богољуб Шаулић   |
| Жељко Кецојевић       | Жељко Станаревић |
| Младен Нелевић        | Србољуб Шаулић   |
| Жељко Нинчић          | Давор Стевановић |
| Саша Петровић         | Кабарабџић       |